# 柳田弘
柳田 弘（やなぎだ ひろし、1931年（昭和6年）4月18日 - 2018年（平成30年）6月4日）は、日本の政治家。秋田県本荘市長（4期）、由利本荘市長（1期）。

## 来歴
秋田県由利郡大内町（現・由利本荘市）出身。1954年、岩手大学農学部農工学科卒。同年秋田県庁に入る。土地改良事務所長、農政部農業課長補佐、農業水利課、農地整備課各参事、仙北農林事務所長、農政部農地整備課長と農政畑を歩く。のち、由利地方部長、生活環境部長を歴任した。1991年、本荘市長選挙に立候補して当選する。本荘市長を4期務め、2005年に合併して誕生した由利本荘市長選挙に立候補し、元秋田県議の長谷部誠を700票余りで下した。由利本荘市長を1期務め、2009年に市長を退任した。2018年6月4日に死去、87歳。死没日をもって正五位に叙される。

## 栄典
- 2013年 - 旭日小綬章
- 2018年 - 正五位